# 果実 (法律用語)
日本の民法における果実（かじつ）とは、物から生じる収益をいう。収益である果実を生じる元になる物を元物という。果実は、その生ずる態様により、天然果実と法定果実の2種類に分けることができる。
- 民法は、以下で条数のみ記載する。

## 天然果実

### 民法上の定義
天然果実とは物の用法に従い収取する産出物をいう（88条1項）。法定果実の対概念である。「用法に従い収取する」とは元物本来の経済的な目的に従って収取することを指す。また、「産出物」とは自然的・有機的あるいは人工的・無機的に産出される物をいい、前者の例としては果樹園で採取された果実、菜園で収穫した野菜、牝馬が出産した仔馬、竹林から採取された筍などがあり、後者の例としては鉱山から採取された鉱物や採石場から採取された石材などがある。なお、隣地から伸びた地下茎から生えた竹は、生えた土地の天然果実であるとする判例がある（最判昭35・11・29判時244号47頁）。他方、盆栽の実などは元物の用法に従い収取されるわけではなく天然果実ではない（通説）。

### 天然果実の帰属

#### 立法例
果実の帰属の立法例には生産主義と元物主義（分離主義）がある。
- 生産主義

ゲルマン法で採用。種蒔きをした者に収穫の権利を認める法制。
- 元物主義（分離主義）

ローマ法、ドイツ民法で採用。天然果実の分離時の元物の所有者に収穫の権利を認める法制。

#### 収取権者
日本の民法は元物主義（分離主義）を採用し、天然果実は、その元物（天然果実を産出した物）より分離する時にこれを収取する権利を有する者に属する（89条1項）。分離に至るまでは元物の構成部分であるが、分離により独立した物として扱われる。通説によれば89条1項は強行法規ではないので当事者間で異なる合意を結ぶことは可能であるとされる（ただし、強行法規とみる反対説もある）。
「収取する権利を有する者」（収取権者）は物権法その他の規定によって定まる。善意の占有者（189条1項）、所有者（206条）、地上権者（265条）、永小作権者（270条）、不動産質権者（356条）などである。
なお、未分離果実が独立して取引の客体とされる場合には独立した物としての地位が認められ民法89条の適用はない（通説・判例。大判大5・9・20民録22輯1440頁）。

## 法定果実

### 民法上の定義
物の使用の対価として受けるべき金銭その他の物をいうと規定されている（88条2項）。天然果実の対概念である。法定果実の例としては、賃貸用マンションの賃料や土地の地代、貸付金の利息などがある（賃貸料につき最判昭42・11・9判時506号36頁）。

### 法定果実の帰属

#### 収取権者
法定果実の収取権者は債権法あるいは物権法の原則または当事者の意思表示により定まる。なお、抵当権者は、被担保債権につき不履行があったときは、その後に生じた抵当不動産の天然果実と法定果実に優先弁済権を行使することができる（371条）。また、まだ引き渡されていない売買の目的物が果実を生じたときは、その果実は、売主に帰属する（575条）が、買主が代金を支払っていれば買主に帰属する。

#### 内部関係
法定果実は、これを収取する権利の存続期間の日割をもって、権利者に分配される（89条2項）。性質上、天然果実とは異なり法定果実は分割可能であるため日割による分配が公平に合致するとの趣旨である。通説によれば、この規定は権利帰属者を定めた規定ではなく、権利者間の内部関係を定めたものである（ただし、権利帰属者を定めたものとみる反対説もある）。

## 使用利益
物そのものの使用によって得られる利益を使用利益といい、果実そのものとは区別されるが89条が類推適用される（ただし、不当利得などの点において果実と同様の扱いを受けない場合もある。最判昭38・12・24民集17巻12号1720頁参照）。